# Matavera FC
El Matavera Football Club es un club de fútbol con sede de Matavera, Islas Cook. Actualmente juega en la Primera División de las Islas Cook.

## Historia
El club fue fundado en el 1950 y a pesar de no conseguir campeonato de liga, ha logrado coronarse campeón de Copa de Islas Cook en 1980.

## Palmarés
- Copa de Islas Cook: 1

1980